# Cis adelaidae
Cis adelaidae es una especie de coleóptero de la familia Ciidae.

## Distribución geográfica
Habita en Adelaida (Australia).